# Otel·lo (película de 2012)
Otel·lo es una película del año 2012, dirigida por el profesor de la escuela de cine ESCAC Hammudi Al-Rahmoun Font, y protagonizada por Anna Maria Perelló, Youcef Allaoui y Kike Fernández. La dirección de producción, que cuenta con una nominación a los premios Gaudí de cine 2013, es a cargo de Aritz Cirbián.
El argumento gira alrededor de la filmación de la obra de Shakespeare Otelo (Otel·lo en catalán), y la relación de poder que se establece entre el director y los actores, que llevará los últimos a traer los sentimientos más íntimos a la escena. 
Se estrenó en cines el 24 de enero de 2014 en Barcelona y Palma de Mallorca, y en Madrid el 1 de febrero de 2014. 
Ganó el premio del público en el Festival de Cine de Autor de Barcelona (2013) y en el Atlántida Film Festival (2013), así como el premio a la mejor película y a la mejor actriz principal en el festival europeo de cine independiente ÉCU (2013).

## Reparto
- Ann M. Perelló - Desdémona
- Youcef Allaoui - Otelo
- Kike Fernández - Cassio
- Hammudi Al-Rahmoun Font - Iago
- Laia Cobo - Emilia